# Lambda Istanbul

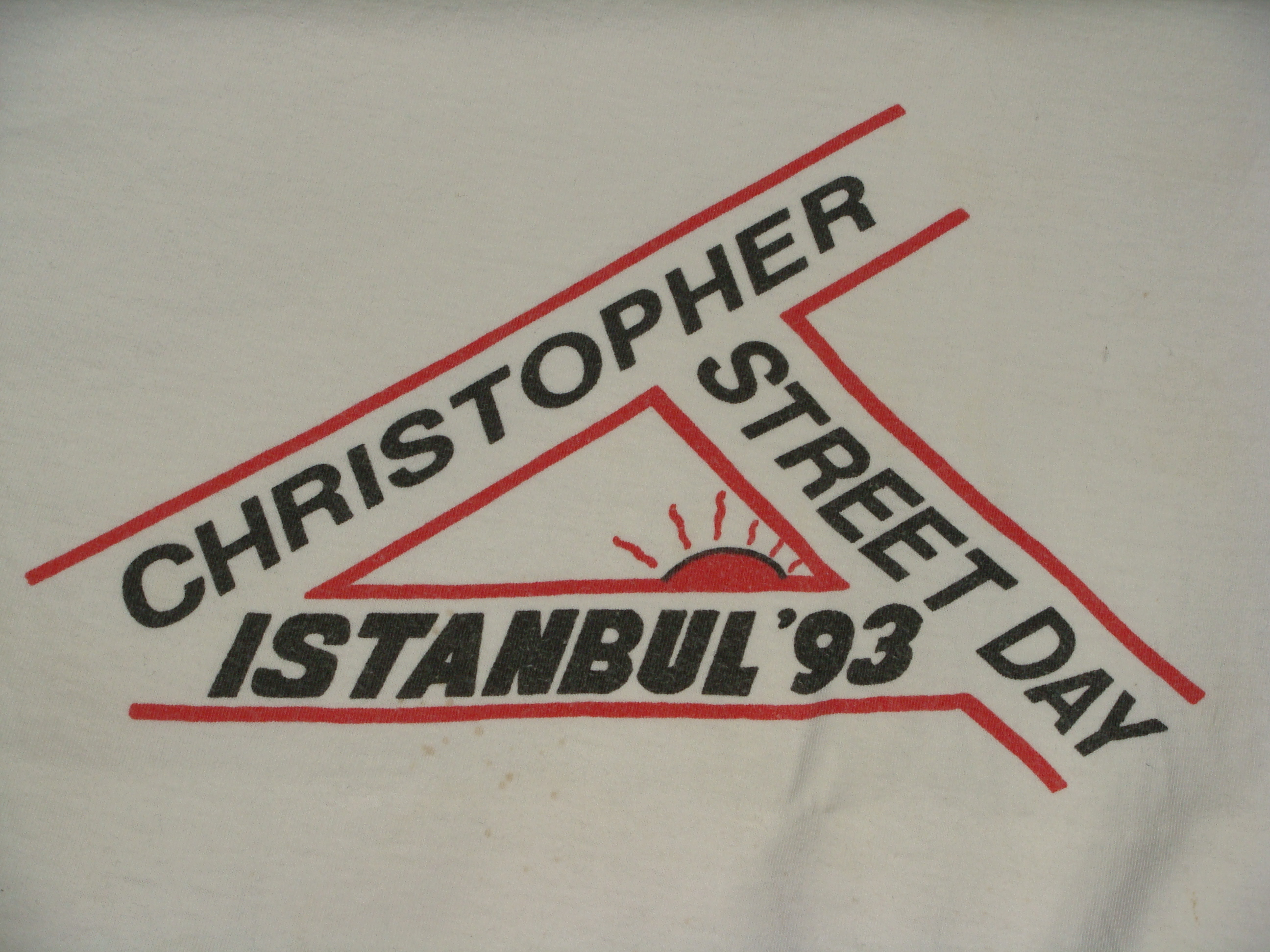
T-Shirt, designet für den Christopher Street Day, Istanbul 1993

Lambda Istanbul ist eine Vereinigung homo- und bisexueller Männer und Frauen sowie Transvestiten und Transsexueller in der Türkei.
Die Organisation wurde nach eigener Darstellung im Jahre 1993 gegründet, als der Gouverneur Istanbuls den Christopher Street Day verbieten ließ. Die Gruppe, die unter dem Namen Gökkuşağı (Regenbogen) gegründet worden war, nannte sich fortan Lambda Istanbul. Seit diesem Jahr veranstaltet Lamda Istanbul jährlich verschiedene Aktivitäten unter der Bezeichnung „Ehrenwoche“ (Onur Haftası). In Istanbul veranstaltete die Organisation in diesem Rahmen 2003 die erste Großdemo Homosexueller. Lambda Istanbul führt ansonsten Informationsveranstaltungen und Konferenzen zu LSBT-Themen durch, betreibt ein Kulturzentrum und eine Bibliothek. Ein kurzfristiges Verbot der Interessengruppe im Mai 2008 löste eine große Protestwelle bei Unterstützern in ganz Europa aus und wurde vom Obersten Berufungsgericht der Türkei wieder aufgehoben.
Das Motto der Organisation ist „Ne yanlış ne de yalnızsınız“, was so viel wie „Ihr seid weder falsch noch alleine“ bedeutet.
Zu den führenden Mitgliedern gehörte Ebru Soykan, die 2009 ermordet wurde.